# Louis Corman
Pour les articles homonymes, voir Corman.
Louis Corman, né en 1901 à Roubaix et mort en 1995 à Nantes, est un médecin psychiatre, ancien médecin chef du service psychiatrique de l'adulte à l'hôpital Saint-Louis de Paris, et fondateur du service de psychiatrie de l'enfant à l'hôpital Saint-Jacques de Nantes. Il est l'inventeur de la morphopsychologie, une discipline à la scientificité remise en cause. Il est à l'origine de la « Société française de morphopsychologie » fondée en 1980.

## Biographie
Fils de Louis Joseph Corman, chef de fabrication, Louis Edmond Joseph Corman est né à Roubaix en 1901. Il suit des études de médecine à Paris, et, à la Sorbonne, suit l'enseignement prodigué par Marie Curie. Après avoir été nommé chef du service psychiatrique pour adultes de l'hôpital Saint-Louis à Paris, Louis Corman crée, à la fin des années 1930, le service de psychiatrie de l'enfant à l'hôpital Saint-Jacques de Nantes, dont il est médecin-chef de 1934 à 1968. En 1937 il élabore le concept de morphopsychologie. En 1972, il épouse en secondes noces Anna Duté. Auteur de nombreux ouvrages, il fonde en 1980 la « Société française de morphopsychologie », puis l'« Association des morphopsychologues conseils ». Il meurt à Nantes le 13 avril 1995.

## Idées et critiques

### La morphopsychologie
L'approche morphologique du médecin lyonnais Claude Sigaud a marqué plusieurs de ses élèves. C'est en les rencontrant et en s'inspirant directement de l'opuscule publié par ce dernier en 1914, La Forme humaine. Sa Signification, que Louis Corman a proposé une "loi" de dilatation-rétraction. Claude Sigaud mettait déjà en avant les associations entre le milieu, les fonctions corporelles et l'apparence présentée par le malade. Louis Corman généralisa ces interactions en soulignant encore leur caractère dynamique. Sur ces bases déterminées et en se concentrant sur le visage, il a pu reprendre certains éléments de la tradition physiognomonique, sans leur réussir à les doter d'une rigueur scientifique.

### Critiques
La morphopsychologie est une discipline très controversée. Elle ignore la méthode scientifique, et aucun de ses postulats n'a été vérifié. Elle est l'objet de critiques récurrentes la classant dans les catégories « ésotérisme » ou « pseudo-science ». Elle n'a donc rien à voir avec les théories de la personnalité développées dans le cadre de la psychologie scientifique.

## Publications
- Visages et Caractères. Études de physiognomonie, P., Plon, 1932 (avec la collaboration de Gervais Rousseau, M. Beaux & A. Protopazzi); réédition en 1948.
- Constitution physique des paralytiques généraux contenant un Essai sur les Tempéraments, G. Boin, 1932
- Études d'orientation professionnelle, 1932
- Quinze leçons de morphopsychologie, 1937 (ouvrage fondateur de la Morphopsychologie)
- L'éducation dans la confiance. Avec vingt portraits par A. Protopazzi, P., Stock, 1947, 2e éd. augmentée
- Le test du dessin de famille, P., PUF, 1964
- Le test du gribouillis, P., PUF, 1966
- Psycho-pathologie de la rivalité fraternelle, Dessart, 1970
- Le Test Patte Noire, P., PUF, 1972
  - Tome 1 : Manuel (réédition 1999)
  - Tome 2 : Le complexe d'Œdipe
  - Tome 3 : La règle d'investissement
- L'éducation éclairée par la psychanalyse, Dessart, 1973
- L'interprétation dynamique en psychologie, P., PUF, 1974
- Narcissisme et frustration d'amour, Dessart & Mardaga, 1975
- Connaissance des enfants par la morphopsychologie, PUF, 1975 (réédition 1992)
- Le diagnostic de l'intelligence par la morphopsychologie, PUF, 1975
- Nouveau manuel de morphopsychologie, P., Stock-Plus, 1977
- Types morphopsychologiques en littérature, P., PUF, 1978
- Nietzsche psychologue des profondeurs, P., PUF, 1982
- Visages et caractères, P., PUF, 1985 ; rééditions en 1987, 1991, 1999, 2001
- Les expressions du visage, Grancher, 1991
- Caractérologie et morphopsychologie, P., PUF, 1994
- La Bisexualité créatrice Grancher 1994